# Giovanni Lorenzo Gregori
Giovanni Lorenzo Gregori (Lucca, 1663 – Lucca, 1745) è stato un compositore e violinista italiano.

## Biografia
Poco si sa della sua vita. Nato a Lucca nel 1663, nel 1684 fu tra i fondatori della Confraternita Musicale Lucchese. Nel 1688 ricevette la nomina a violinista e maestro di cappella palatino, dove rimase fino al 1742, quando dovette ritirarsi per malattia. Morì a Lucca tre anni dopo, nel 1745.

## Opere
Fra le composizioni di Giovanni Lorenzo Gregori si ricordano:
- Il principiante di musica (trattato, Lucca, 1697).
- Arie in stil francese a 1 e 2 voci op. 1 (Lucca, 1698).
- Concerti grossi a più strumenti, 2 violini concertati, con i ripieni, se piace, alto viola, arcileuto, o violoncello, con il basso per l'organo op. 2 (Lucca, 1698).
- Cantate da camera a voce sola op. 3 (Lucca, 1699).
- Oratorio per Santa Cecilia (Lucca, 1701, perduto).
- I trionfi della fede nel martirio del gloriosissimo S. Paolino primo vescovo di Lucca (Lucca, 1703, perduto).
- Concerti sacri a 1 o 2 voci con strumenti (Lucca, 1705).
- Le glorie di S. Anna (Lucca, 1739, perduto).
- La Passione di Nostro Signore Gesù Cristo (Lucca, 1735, perduto).
- La Natività di Nostro Signore Gesù Cristo (Lucca, 1737, perduto).